# Buffetia retinaculum
Buffetia retinaculum é uma espécie de gastrópode  da família Helicarionidae.
É endémica de Ilha Norfolk.